# گلوگوواتس (بوگاتیچ)
گلوگوواتس (به صربی: Glogovac) یک روستا در صربستان است که در بوگاتیچ واقع شده‌است.